# Havasalföld
Havasalföld (más néven: Román-alföld, régen: Munténia, Vlahföld, Oláhország, románul: Țara Românească, latinul: Valachia) Moldva mellett Románia fő történelmi tartománya.

## Nevének eredete
Régi magyar neve Havaselve, ami tulajdonképpen az Erdélyből nézve a Déli-Kárpátok hóval fedett hegyein túl (havas + régi magyar  elü, elv, azaz valamin túli terület) fekvő területet jelentette. Ez a név később a „tartomány” értelmű „föld” szóval egészült ki, eredeti értelme elhomályosult, és az újabb nyelvérzék a havas és az alföld szavak összetételének érzi.

## Fekvése
Északon a Déli-Kárpátok, nyugaton, délen és keleten a Duna folyam határolja. Keleten, a Duna és a Fekete-tenger között terül el Dobrudzsa, amely időnként szintén Havasalföld része volt. Keleti, nagyobbik része Munténia. Nyugaton egy másik nagy tájegysége Olténia, amely a Duna, a Déli-Kárpátok és az Olt folyó között terül el.

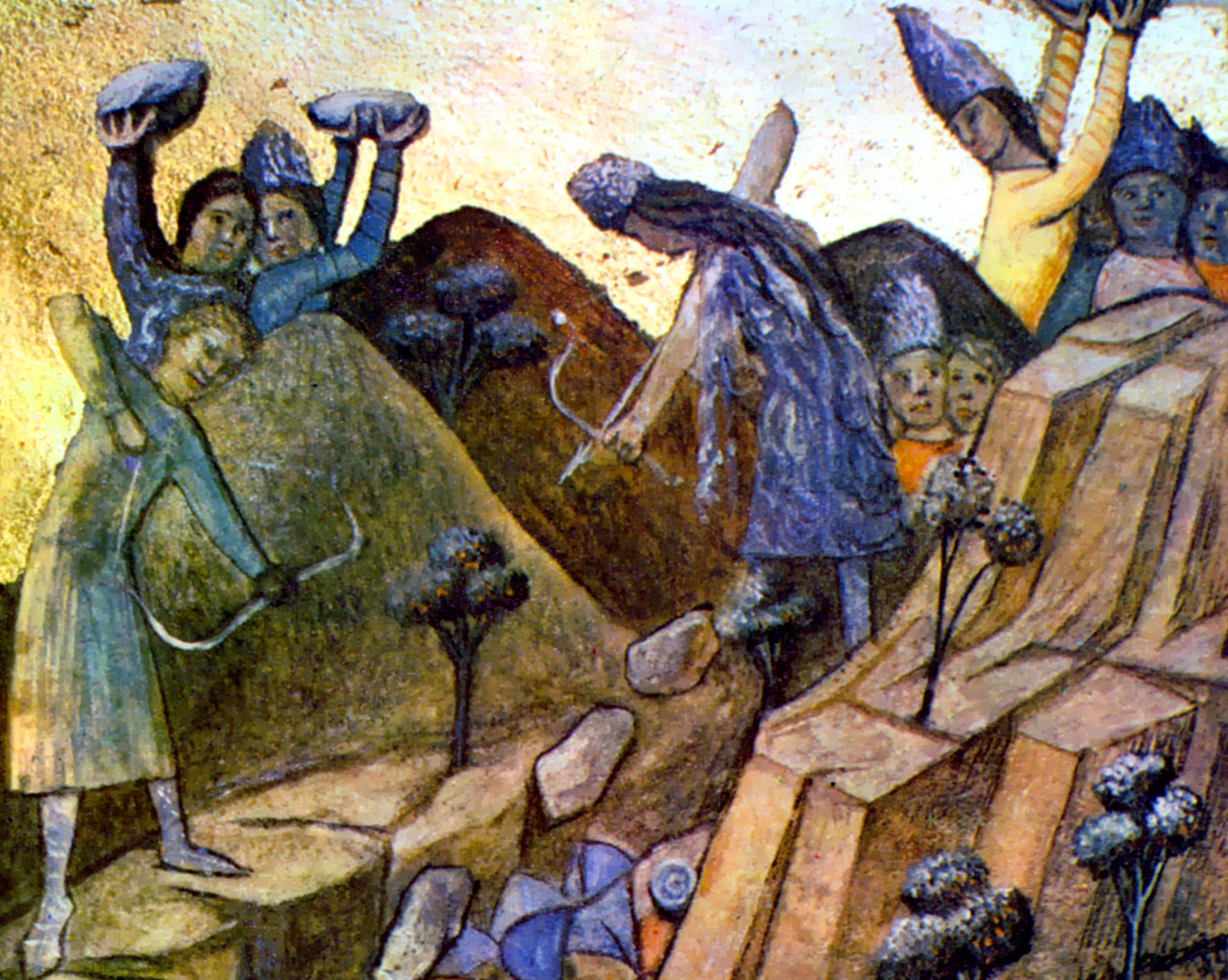
Havasalföldi vlach katonák az 1330. évi posadai csatában a Képes krónika miniatúráján

## Története
Havasalföld a 9–14. század között már létező több kis államalakulat (kenézség és vajdaság) egyesítésével jött létre a 14. században. E korábbi államok létezéséről az első hivatalos forrás IV. Béla magyar királynak a johannitákhoz írt, 1247-ből származó adománylevele. A tatárok kivonulása után a magyar király a déli határok megerősítése céljából a johannitáknak adományozta a Szörényi bánságot, valamint az Olt-menti „oláok” fölötti jogot.
A johannita adománylevél 1247-ből
„…adjuk és adományozzuk (a nagymester) számára és rajta keresztül nevezett rendnek, Szörénység egész országát, a hegyekkel és minden hozzátartozandókkal együtt, beleértve János és Farkas kenézségeit az Olt folyóig, kivéve Litovoi vajda földjét, melyet meghagyunk az oláoknak, amint azt addig is bírták… Azt is akarjuk, hogy a nevezett oláok kötelesek legyenek teljes katonai segítségükkel segíteni a testvéreket, és szembeszállni az idegenek garázdálkodásaival, de úgyszintén ezek a testvérek is, tehetségükhöz mérten segítsék az oláhokat… Ezenkívül adományozzuk a nevezett nagymesternek és rajta keresztül az egész vendégek rendjének az egész Kunországot az Olt folyótól és Erdély hegyeitől, ugyanolyan kötelezettségekkel, mint amilyeneket a Szörénységre nézve előírtunk, kivéve Szeneszlávnak, az oláhok vajdájának országát, amelyet meghagyunk számára, úgy, ahogy azt addig is birtokolta.”
Idővel városok is létesültek. Az erdélyi szászok kitűnő kereskedők voltak, áruikat keletről szervezték be. Kereskedelmi utak alakultak ki, melyek összekötötték Nagyszebent a Dunával, áthaladva az Olt völgyén.
Litovoi vajda tette az első kísérleteket a kenézségek és vajdaságok egyesítésére, a Zsil mentén. 1279-ben nem ismerte el többé az alattvalói minőséget, ezért a magyar király hadakat küldött ellene. Litovoi vajda elesett a csatában, testvére, Bărbat pedig hadifogságba került. Kiváltásáért a magyar király hatalmas összeget kért.
I. Basarab havasalföldi fejedelem volt az, aki az Olt mindkét partján levő kis kenézségeket és vajdaságokat egyesítette, felszabadította a Román-alföldöt a tatár uralom alól, és felvette a Havasalföld Nagy Fejedelme (vajdája) címet. Valószínűleg Szeneszláv utóda volt, székhelyét Câmpulungba helyezte.
Uralkodása kezdetén jószomszédi viszonyban volt Magyarországgal, elismerve a király hűbérúri jogát. 1324 után a magyar királlyal együtt szerveztek hadjáratokat a tatárok ellen. Így szabadult fel a Duna torkolatától északra levő terület is, melyet a vajda nevéről elneveztek Besszarábiának. Idővel Basarab hatalma megnőtt, elfoglalta a Szörényi Bánság egy részét, és emiatt konfliktusba keveredett a Magyar Királysággal.
Miután Károly Róbert magyar király helyreállította Magyarország belső rendjét, felszólította a vajdát, hogy mondjon le az elfoglalt bánságokról, és tegyen vazallusi hűségesküt. Basarab visszautasította ezt, és így elkerülhetetlenné vált a háború. Miután a magyar seregek visszafoglalták a Szörényi Bánságot, a vajda békét kért, és megígérte, hogy kifizeti az új adót, és a fiát túszként küldi a magyar király udvarába. Ajánlatát a magyar király visszautasította. Miközben a Magyar Királyság hadai Havasalföldről Erdély felé vonultak vissza, a vajda seregei 1330 novemberében egy szorosban lesből rajtuk ütöttek, és döntő győzelmet arattak a magyarok felett. Ez 1344-ig függetlenítette az országot a Magyar Királyságtól.

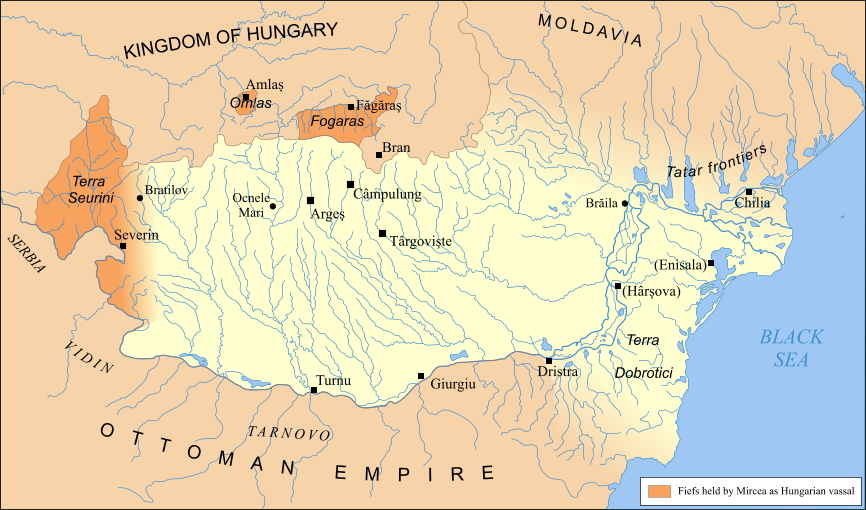
Havasalföld térképe (1406)

Basarabot a trónon fia, Miklós Sándor havasalföldi fejedelem (1352–1364) követte, aki 1344-ben újra elismerte a Magyar Királyság formális fennhatóságát. Uralkodása alatt az ország megerősödött. Ő alapította az első érsekséget Curtea de Argeșben. Szövetségre lépett Szerbia és Bulgária uralkodóival. Utódja Vladislav volt, aki szorgalmazta az ország gazdasági fejlődését, szorosra fűzte a kapcsolatokat az erdélyi szászokkal, akiket Havasalföldre hívott, hogy kereskedjenek. Ő veretett első ízben havasalföldi pénzérmét.
Bár Havasalföld a 14. században rövid időre önállósult a Magyar Királyságtól, ezután is gyakran állt formailag a magyar király, majd később ténylegesen is a Török Birodalom fennhatósága alatt. 1859-ben Alexandru Ioan Cuza fejedelem megválasztásával perszonálunióra lépett Moldvával, ekkor jött létre Románia (amelyet magyarul gyakran Regátként vagy Óromániaként említenek), a török birodalom autonóm státuszú területeként. Állami függetlenségét 1877. május 10-én kiáltotta ki.

## Gazdaság, társadalom, államszervezet
Havasalföld egyesülésekor, Basarab idején a gazdasági élet legfontosabb ágazati az állattenyésztés és a földművelés voltak. A városok fejlődése még csak a kezdet kezdetén tartott, főleg szász kereskedők hozták létre a városok kezdeményeit. A termékforgalom nagyrészt természetben zajlott, a pénzforgalom csekély volt.
A legnagyobb földbirtokosok a fejedelem, a nagybojárok és az egyház, a kolostorok voltak. A nagybojárok maguk is udvart tartottak, kíséretük főleg a kisebb bojárokból (slujitori) állt. A nagybojárok politikai befolyása jelentős volt, gyakran veszélyeztették a fejedelem hatalmát. Önállóan bíráskodtak területeiken, maguk vezették hadba csapataikat.
A parasztság nagy része kezdetben még szabad paraszt (moșneni) volt, akik közösen művelték földjeiket és formailag csak az uralkodó alattvalói voltak. Fokozatosan azonban terjedt a jobbágyi a viszony, a 14–15. században a parasztság egyre nagyobb része szolgált termény- és munkajáradékkal a földesuraknak. A parasztok régi általános elnevezése (liude, azaz emberek) helyébe Havaselvén a rumun, Moldvában a vecin (=szomszéd) lépett, ami már jobbágyi viszonyt takart. Mellettük sokan már egyáltalán nem rendelkeztek földdel, legfeljebb házzal és valamennyi felszereléssel, azaz zsellérek voltak; ekkoriban havasalföldi nevük robi azaz „rabok” volt.

Havasalföld megyéi (1601-1718)

A fejedelem jövedelmeinek jelentős részét a főleg szász lakosságú városokból származó vámjövedelmek valamint a terményadók tették ki. A nagyobb udvari méltóságok a logofăt (kancellár), a vornic (az udvari nemesek vezetője), a postelnic (az uralkodó bizalmasa, részben a külügyeket is ő intézte) a vistiernic (kincstárnok) voltak. Az ortodox egyház, a főpapok és a kolostorok, az uralkodó fontos támaszai voltak és nagy birtokadományokban részesültek.

## Kapcsolódó szócikk
- Havasalföldi fejedelmek listája
- Havasalföldi és moldvai fejedelmek családfája
- Săcuieni (Székely) megye (–1829)